# Un mouton nommé Elvis
Un mouton nommé Elvis (titre original : Kleine Ziege, sturer Bock) est un téléfilm allemand de Johannes Fabrick diffusé en 2015.

## Synopsis
À 38 ans, Jakob peine à gagner sa vie. Ses imitations d'Elvis Presley dans les maisons de retraite ne lui suffisent pas à payer ses factures. Pour se renflouer, il accepte de convoyer un bélier à destination de la Norvège. Alors qu'il est sur le départ, il reçoit un appel de Julia, une ex-petite amie, devenue une chanteuse classique célèbre dans le monde entier. Cette dernière lui annonce qu'il a une fille âgée de 12 ans, prénommée Mai. 
Ne supportant pas que sa mère refasse sa vie avec un autre homme, père de deux garçons, Mai décide de faire le voyage avec Jakob pour oublier l'atmosphère familiale qui règne autour d'elle. Voyageant à bord d'une camionnette transportant le précieux animal, père et fille vont apprendre à se connaître à travers de magnifiques paysages d'Europe du Nord au son des chansons du « King ».

## Fiche technique
- Titre original : Kleine Ziege, sturer Bock
- Réalisation : Johannes Fabrick
- Scénario : Petra Katharina Wagner
- Directeur de la photographie : Helmut Pirnat
- Montage : Tobias Haas
- Musique : Christoph Zirngibi
- Costumes : Astrid Möldner
- Décors : Patrick Steve Müller
- Production : Uli Asselmann
- Genre : Comédie, road movie
- Pays :  Allemagne
- Durée : 89 minutes (1 h 29)
- Date de diffusion :
  -  Allemagne : 4 octobre 2015
  -  France : 21 avril 2017 sur Arte

## Distribution
- Wotan Wilke Möhring (VF : Tanguy Goasdoué) : Jakob
- Sofia Bolotina (VF : Clara Quilichini) : Mai
- Julia Koschitz (VF : Elisabeth Ventura) : Julia
- Wanda Perdelwitz : l'infirmière gériatrique
- Karin Heine (VF : Michèle Bardollet) : la mère de Jakob
- Tilo Prückner (VF : Denis Boileau) : le père de Jakob
- Olivier Törner (VF : Patrice Baudrier) : l'opérateur de courrier
- Andreas Windhuis (VF : Patrick Messe) : l'éleveur de moutons
- Juta Wanaga : la serveuse